# Włodzimierz Szumilin

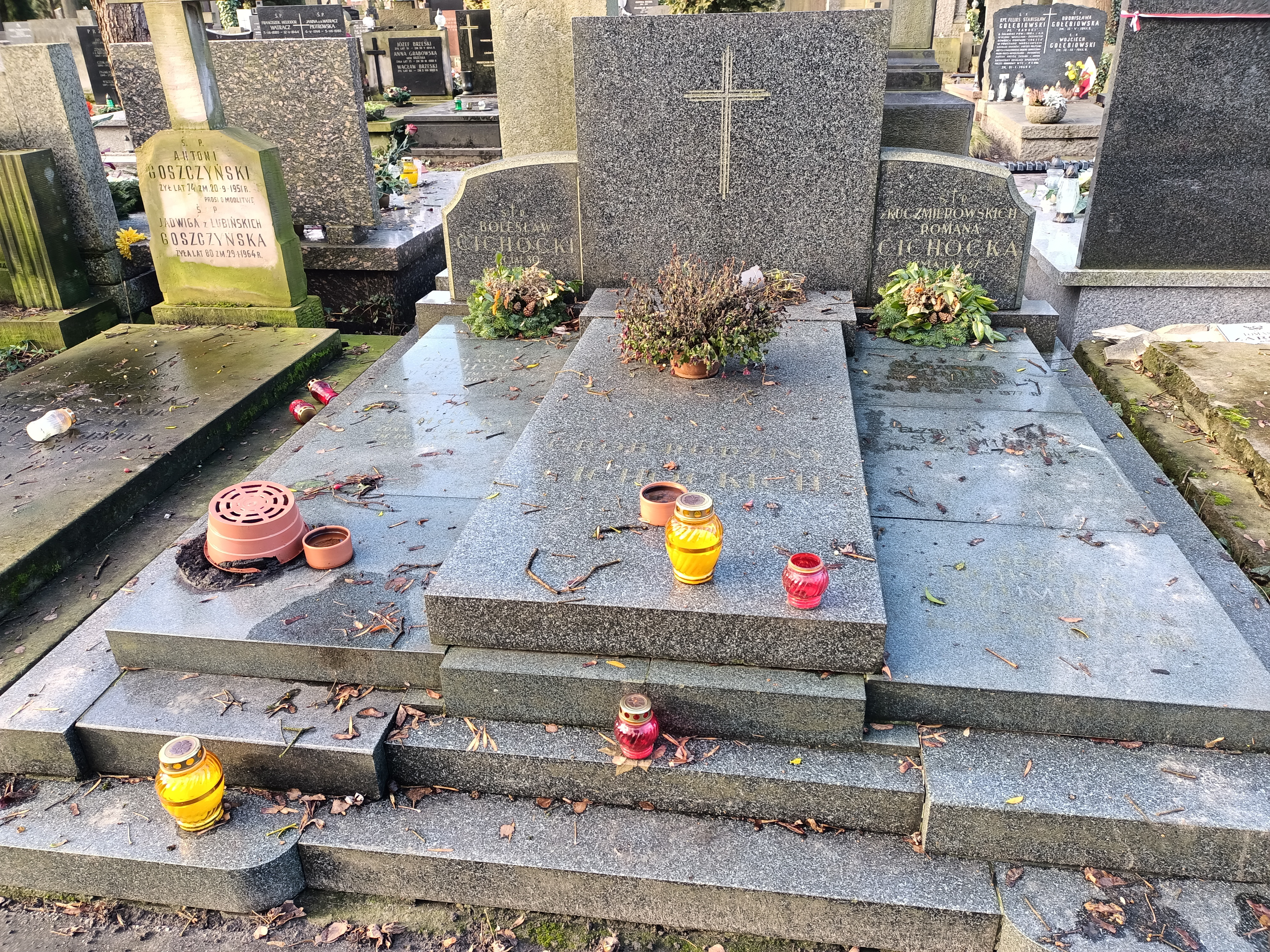
Nagrobek Włodzimierza Szumilina na cmentarzu Powązkowskim w Warszawie

Włodzimierz Szumilin (ur. 6 czerwca 1901 w Warszawie, zm. 27 stycznia 1977 tamże) – inżynier elektryk, specjalność elektroenergetyka – sieci i układy elektroenergetyczne, profesor zwyczajny Politechniki Warszawskiej, prezes SEP (1947–1949).

## Życiorys
Urodził się w rodzinie Mikołaja (zm. 1905), urzędnika, i Alicji z Dutkiewiczów, nauczycielki. W 1910 rozpoczął naukę w V Gimnazjum w Warszawie, a po jego ewakuacji w 1915 do Moskwy, uczęszczał do przeniesionego tam III Warszawskiego Gimnazjum. Zimą 1918 powrócił do Polski i w maju 1920 ukończył  Wyższą Szkołę Realną Władysława Giżyckiego. W lipcu 1920 wstąpił do Wojska Polskiego. Brał udział w III powstaniu śląskim. Po czterech miesiącach służby wojskowej został zdemobilizowany w celu odbycia studiów na Politechnice Warszawskiej, którą ukończył w 1928 z dyplomem inżyniera elektryka ze specjalnością elektroenergetyka – sieci i układy elektroenergetyczne. W okresie międzywojennym uczestniczył przy budowie Elektrycznej Kolei Dojazdowej (EKD) Warszawa – Grodzisk oraz Zjednoczenia Elektrowni Okręgu Radomsko-Kieleckiego (ZEORK). W latach 1927–1928 pracował jako projektant w warszawskim biurze American Utilities Corporation. W latach 1928–1929 odbył służbę wojskową w Szkole Podchorążych Rezerwy Wojsk Łączności w Zegrzu. 
Podczas okupacji prowadził nadzór nad dokończeniem budowy linii 150 kV Starachowice – Warszawa i nad budową stacji transformatorowej 150 kV w Ursusie (Szamotach). 
Po wojnie mianowany zastępcą naczelnego dyrektora i dyrektorem ds. odbudowy ZEORK-u. Równolegle rozwijał działalność naukową. Prowadził wykłady z dziedziny sieci i urządzeń elektrycznych na Politechnice Warszawskiej, Szkole Inżynierskiej im. Hipolita Wawelberga i Stanisława Rotwanda. 23 sierpnia 1946 został mianowany profesorem nadzwyczajnym i kierownikiem-organizatorem Katedry Sieci Elektrycznych na Wydziale Elektrycznym PW. Był współorganizatorem i dyrektorem naukowym Instytutu Elektrotechniki. 18 lipca 1963 otrzymał nominację na profesora zwyczajnego.  
Uczestniczył czynnie w pracach międzynarodowych i krajowych organizacji elektrycznych i energetycznych. Przewodniczył Polskiemu Komitetowi Wielkich Sieci Elektrycznych, był wiceprzewodniczącym i stałym członkiem rady zarządzającej Międzynarodowej Konferencji Wielkich Sieci Elektrycznych (CIGRE) oraz jej przewodniczącym honorowym, członkiem Międzynarodowego Związku Wytwórców i Rozdzielców Energii Elektrycznej (UNIPEDE), Sekcji Grupy Energetyki PAN, ekspertem Komitetu Elektrotechniki PAN. W 1966 otrzymał indywidualną nagrodę I. stopnia Ministra Szkolnictwa Wyższego. 1 października 1971 przeszedł na emeryturę.
Od 1938 był mężem lekarki Ireny z Cichockich, z którą miał dwie córki: Elżbietę Marię (zm. 2010) i Krystynę.
Zmarł w Warszawie, pochowany na cmentarzu Powązkowskim (kwatera 140-5-10,11).

## Ordery i odznaczenia
- Złoty Krzyż Zasługi (25 czerwca 1946)[4]
- Srebrny Krzyż Zasługi (1938)[1]
- Medal 10-lecia Polski Ludowej (19 stycznia 1955)[5]
- Złota Odznaka honorowa SEP (1959)[1]
- Złota Odznaka honorowa NOT (1960)[1]